# Rada Doradców Ekonomicznych (Szkocja)
Rada Doradców Ekonomicznych (ang. Council of Economic Advisers – CEA) – organ doradczy szkockiego rządu, powołana w 2007 roku.
Pierwsze zebranie miało miejsce 21 września, kolejne odbywają się co 3 miesiące, zaś 2 tygodnie po każdym z nich publikowany jest protokół. Dodatkowo rada przygotowuje coroczne raporty dotyczące stanu szkockiej gospodarki. W jej skład wchodzi 11 fachowców, w tym dwóch laureatów Nagrody Banku Szwecji im. Alfreda Nobla w dziedzinie ekonomii. Jednym z zadań organu jest znajdowanie sposobów zrównywania tempa rozwoju gospodarczego z brytyjskim (w 2007 w Szkocji wynosiło ono 1,8%, zaś w Wielkiej Brytanii 2,3%). Swoje postulaty przekazuje szefowi rządu, czyli pierwszemu ministrowi Szkocji.
Podobne rady istnieją również w innych krajach, na przykład w Niemczech (Niemiecka Rada Ekspertów Ekonomicznych) i Stanach Zjednoczonych (Rada Doradców Ekonomicznych).

## Skład Rady (2007)
- George Mathewson(inne języki) (przewodniczący) – dyrektor naczelny szkockiego Royal Banku, przewodniczącym Szkockiej Agencji Rozwoju.
- Frances Cairncross(inne języki) – rektor Exeter College(inne języki) na Uniwersytecie Oksfordzkim. Przez 20 lat współpracowała z The Economist. Przez 6 lat, do 2007, sprawowała funkcję przewodniczącej Rady Badań Społeczno-Ekonomicznych.
- Robert Smith – przewodniczący Smith Group, która skupia naukowców, przedsiębiorców oraz zwykłych obywateli i ma zapewnić lepsze szanse rozwoju młodym Szkotom
- Andrew Hughes Hallett(inne języki) – profesor ekonomii i polityki państwa na Uniwersytecie George’a Masona(inne języki), a także na Uniwersytecie w St Andrews, specjalista z zakresu międzynarodowej polityki gospodarczej. Był konsultantem Komisji Europejskiej, MFW, ONZ, Banku Światowego i różnych banków centralnych.
- Alex Kemp – profesor polityki energetycznej (głównie związanej z ropą naftową), ekspert w dziedzinie gospodarowania energią i podatków.
- Jim McColl(inne języki) – dyrektor Clyde Blowers(inne języki), firmy, która za jego kadencji stała się jedną ze światowych marek na rynku inżynieryjnym.
- Frances Ruane – dyrektor Irlandzkiego Instytutu Badań Ekonomicznych i Społecznych.
- John Kay – był profesorem London Business School i Oksfordzkiego, okazjonalnie prowadził wykłady w London School of Economics. Często firmuje swoim nazwiskiem artykuły w Financial Times.
- Crawford Beveridge(inne języki) – w latach 1991–2000 był dyrektorem Scottish Enterprise(inne języki). Do Rady wnosi bogactwo swego międzynarodowego doświadczenia.
- Finn Kydland – laureat Nagrody Nobla w dziedzinie ekonomii za prace nt. dynamicznej makroekonomii. Profesor Uniwersytetu Kalifornijskiego w Santa Barbarze.
- James Mirrlees – laureat Nagrody Nobla w dziedzinie ekonomii za prace nt. modeli ekonomicznych, emerytowany profesor Uniwersytetu w Cambridge.